# Лоренте Пеньяс, Хавьер
Хавьер Лоренте Пеньяс (исп. Javier Lorente Peñas; 21 апреля 1970, Мадрид, Испания) — испанский футболист, игрок в мини-футбол. Более всего известен выступлениями за испанские клубы «КЛМ Талавера» и «Плайас де Кастельон», а также за сборную Испании по мини-футболу.

## Биография
Хавьер Лоренте начинал свою карьеру в «Толедо». Выиграв Кубок Испании, он перешёл в «Интервью Бумеранг». Однако спустя три года Лоренте вернулся в свой первый клуб, взявший к тому моменту название «КЛМ Талавера». В 1997 году он выиграл чемпионат Испании, а годом позже — Турнир Европейских Чемпионов. Затем испанский защитник отыграл один сезон в итальянском «Торино Кальчетто», выиграл с ним национальный чемпионат и кубок, после чего вернулся в Испанию, став игроком «Плайас де Кастельон».
C кастельонским клубом Лоренте дважды выиграл чемпионат Испании, а затем на протяжении трёх сезонов помогал ему становиться лучшей командой Европы, выиграв последний розыгрыш Турнира Европейских Чемпионов и два первых розыгрыша Кубка УЕФА по мини-футболу. Именно он открыл счёт в самом первом финале Кубка УЕФА по мини-футболу, забив в ворота бельгийского «Аксьон 21». В 2002 году Лоренте покинул «Плайас де Кастельон». Впоследствии он играл за «Атлетико Боадилья», «Аскар Луго» и клубы низших дивизионов, а в 2010 году принял решение о завершении карьеры.
Лоренте сыграл 84 матча за сборную Испании. В 1992 и 1996 году он ездил с ней на чемпионат мира, где выиграл бронзу и серебро соответственно. Также он стал чемпионом Европы 1996 года. В финале следующего континентального первенства он сделал дубль в ворота сборной России, правда это лишь отсрочило победу россиян, одержавших верх в серии пенальти.

## Достижения
- Серебряный призёр Чемпионата мира по мини-футболу 1996
- Бронзовый призёр Чемпионата мира по мини-футболу 1992
- Чемпион Европы по мини-футболу 1996
- Серебряный призёр Чемпионата Европы по мини-футболу 1999
- Победитель Турнира Европейских Чемпионов (2): 1998, 2001
- Обладатель Кубка УЕФА по мини-футболу (2): 2001/02, 2002/03
- Чемпион Испании по мини-футболу (3): 1996/97, 1999/00, 2000/01
- Обладатель Кубка Испании по мини-футболу 1991
- Обладатель Суперкубка Испании по мини-футболу (2): 1991, 1997
- Чемпион Италии по мини-футболу 1998/99
- Обладатель Кубка Италии по мини-футболу 1998
- Обладатель Кубка России по мини-футболу 2010
- Обладатель Кубка обладателей кубков по мини-футболу 2005